# 各務原台地

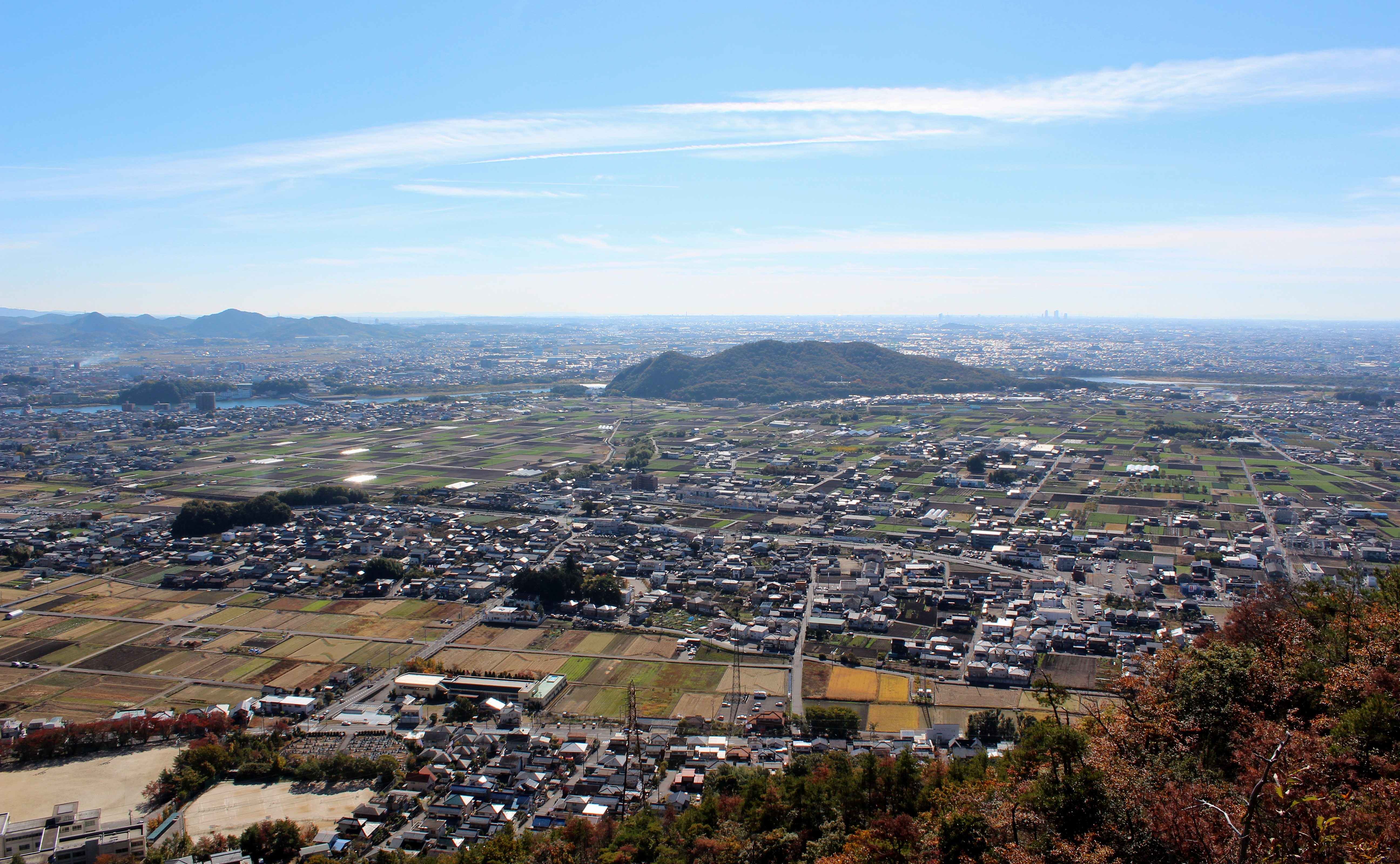
愛宕山から望む伊木山周辺の各務原台地。中段左端から中央やや上に伸びる樹木のラインがおおむね台地の東端であり、ラインの左側は低地、右側は台地上である。

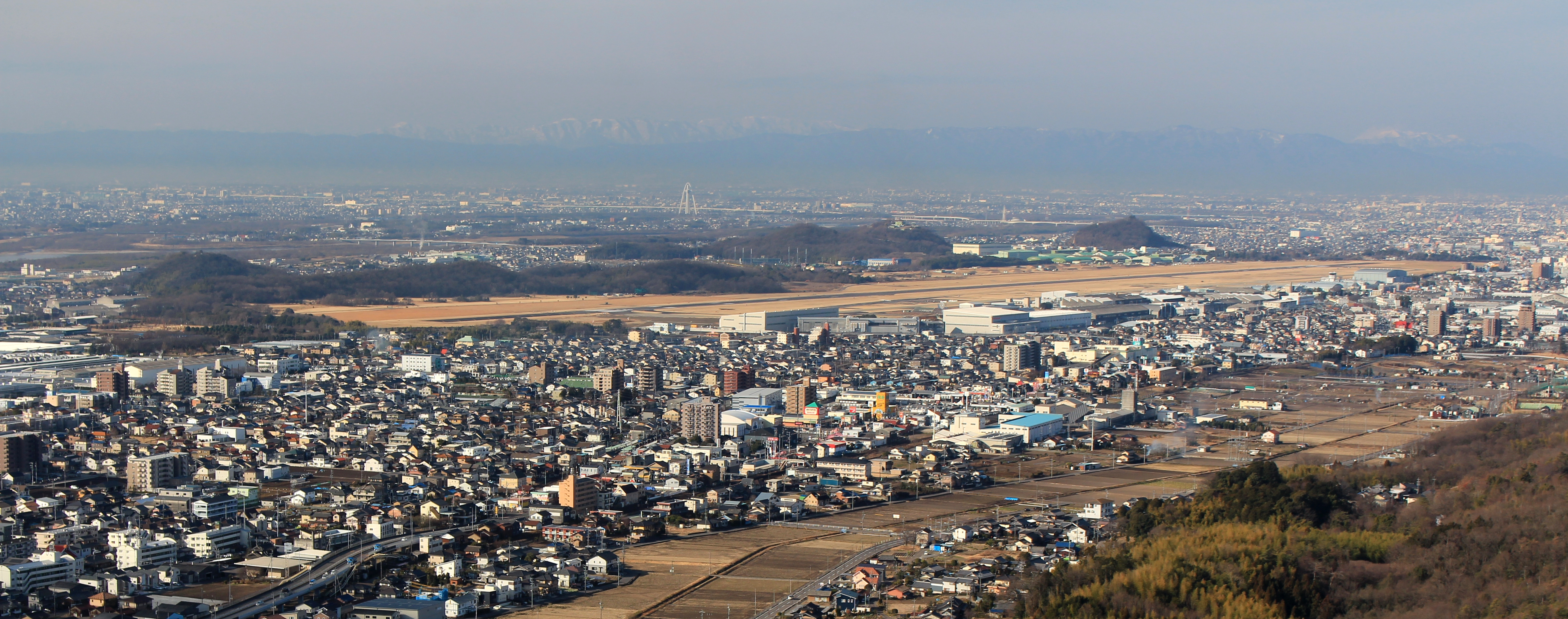
愛宕山から望む各務原台地上の岐阜基地。概ね基地と住宅、工場、商業施設などが開発されているのが台地上であり、写真下の耕地は台地下の低地となる。

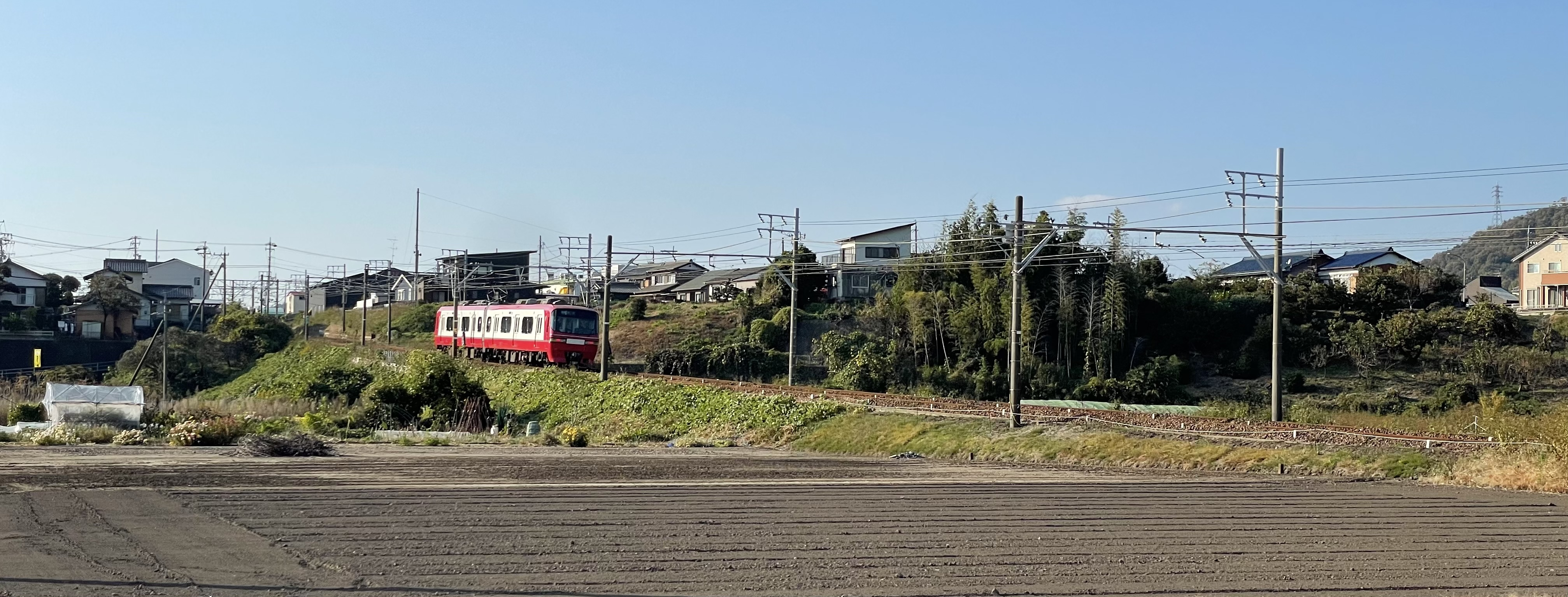
各務原台地の東端にある崖。名鉄各務原線は台地に上るため、急勾配となっている。（岐阜県各務原市鵜沼真名越町1丁目付近、羽場駅_ー鵜沼宿駅間）

各務原台地（かかみがはらだいち）は、濃尾平野北部の岐阜県各務原市に広がる台地である。

## 概況
全域が岐阜県各務原市に属し、南の木曽川と北の岐阜ー各務原山地に挟まれた地域に位置する。文献により異なるが、具体的には北は各務山、南は伊木山、三井山、東は鵜沼羽場町、西は那加新加納町へと広がり、東西約9.5km、南北約2km、面積約1900ha（19平方キロメートル）である。標高は60m～20mであり、東が高く西が低い。
人工的に開削された放水路である新境川を除き、めぼしい河川はない。台地やその近隣には苧ヶ瀬池、東島池などのため池が設けられた。
表層は黒ボク土という強い酸性土壌（pH6）の火山灰土が堆積している。黒ボク土は各務原台地ではない場所にも分布しているが、各務原台地上は川が少なく土の水持ちも悪い上に、黒ボクの酸性土壌で作物が育ちにくいという二重苦のため、かつては耕作には適さなかった。そのため台地上は航空自衛隊岐阜基地と航空・自動車製造業の工場、住宅街などの非農業用途で利用されている。農業はサツマイモを育てデンプン工場で加工するのが主要産業だったが、戦後の土地改良によって、台地南東部では鮮やかな赤色の各務原にんじんを全国でも珍しい二期作で栽培している。

## 形成史
主に後期更新世に堆積した木曽川の河岸段丘の低位面であり、高さは現在の河川敷より5～10m高い。台地を構成する各務原層（各務原段丘堆積物とも呼ばれる）は、砂礫層であり、約8〜9万年前の御嶽山噴火による軽石も含んでいる。海水準が上昇していた時期に、木曽川の河口付近の海だった一帯に砂が堆積したとみられ、約20キロ南で名古屋中心市街地、名古屋城、熱田神宮などがある熱田台地と同じ地層となる。約5万年前に御嶽山から木曽川を流れ下った火山泥流の堆積物が各務原層の上を覆っている場所もある。こうしたことから約10万年前〜5万年前の地層だということが推定できる。さらにその上に黒ボクが堆積している。新しい崖や土木工事などであらわになった露頭ではこうした地層の様子が観察できる。
台地の南端には伊木山、三井山などの山が連なっており、これらは中期〜後期ジュラ紀の付加体（美濃帯）である硬いチャート層が浸食されず地上に突き出しているものである。台地の南側にあるこれらの山が木曽川の水流をガードしたことで、各務原台地は木曽川の浸食を免れ残ったものと考えられる。

## 歴史
上記のように農耕には適さないが、狩猟生活をするには向いた原野であり、炉畑遺跡、三ツ池遺跡、星塚遺跡といった縄文時代の遺跡が発見されている。その後は農業に適さないため大部分は原野のままとなり、明治時代まではせいぜい農耕馬の飼料や堆肥用の草刈場であった。
明治以後は、1879年（明治12年）に手付かずの原野を利用して、陸軍の演習場が開設され、1917年（大正6年）6月16日に陸軍各務原飛行場（現在の航空自衛隊岐阜基地）が開設された。航空機産業が発展した名古屋市に近く、名古屋の三菱重工業から零式艦上戦闘機が牛に牽かれて輸送され、各務原飛行場で初飛行された様子は、アニメ映画風立ちぬでも描かれている。また、川崎航空機（現在は川崎重工業航空宇宙システムカンパニー）の工場や社員の住宅団地が設置され、急速に発展した。
戦後は航空宇宙産業、自動車産業の発展の結果、各務原市の工業出荷額の半分以上を占める土地になった。住宅地としての開発も進んでいる。
一帯は江戸・明治期までは「各務野」と呼ばれていた。大正期の飛行場開設などを機に、次第に呼び名が「各務野」から「各務野原」そして「各務原」へと移り変わった。住民らの認識が、ただの原野である「野」から、人の生活に関わる土地である「原」に変わったことの表れとみられる。